# Słupski Młyn
Słupski Młyn – osada w Polsce położona w województwie kujawsko-pomorskim, w powiecie grudziądzkim, w gminie Gruta przy drodze wojewódzkiej nr 538. W starym, XIX-wiecznym młynie wodnym zachowało się jeszcze dawne wyposażenie.
W miejscowości wpada do rzeki Osy rzeka Łasinka.

## Historia
Nazwy miejscowości Słup i Słupski Młyn najprawdopodobniej pochodzą od słupów żelaznych które kazał wbić w rzekę Osę król Bolesław Chrobry po udanej wyprawie na podbój Prusów.
W latach 1975–1998 miejscowość położona była w województwie toruńskim.